# زيدان مباراكو
زيدان مباراكو  (1989 الجزائر) هو لاعب كرة قدم جزائري .

## روابط خارجية
- زيدان مباراكو على موقع قاعدة بيانات كرة القدم.إي يو (الإنجليزية)
- زيدان مباراكو على موقع Soccerway.com (الإنجليزية)
- زيدان مباراكو على موقع عالم كرة القدم.نت (الإنجليزية)